# Chiesa di San Giorgio Martire (Preone)
La chiesa di San Giorgio Martire è la parrocchiale di Preone, in provincia e arcidiocesi di Udine; fa parte della forania della Montagna.

## Storia
Si sa che a Preone fu edificata una chiesa nel XIV secolo.
L'edificio attuale è frutto di un rifacimento della precedente chiesa trecentesca condotto nel Seicento; fu consacrato nel 1794.
La parrocchiale fu poi ampliata nel 1899 e ristrutturata negli anni ottanta del Novecento per sanare i danni subiti durante il terremoto del 1976.

## Interno
Opere di pregio situate all'interno di questa chiesa sono i numerosi affreschi, tra i quali spiccano quelli di Antonio Taddio (XIX secolo), l'Annunciazione di Andrea Orsaria, San Giorgio ed il drago di Giacomo Tesari, risalente al 1945, e la Crocifissione di Palma il Giovane (1570 circa).